# Lifestyle (brætspil)
LifeStyle er et brætspil for 3 til 6 deltagere.
I spillet rykker man rundt på en spilleplade, alt efter hvor god man er til at gætte hinandens præferencer mht. mad, rejser og andre sociale aktiviteter. Gennem spillet lærer man således hinanden at kende, og spillet handler i større grad om menneskelige egenskaber end traditionel brætspilsstrategi. Det blev kåret som årets voksenspil 1990.
| Spil | Spire Denne artikel om spil eller lege er en spire som bør udbygges. Du er velkommen til at hjælpe Wikipedia ved at udvide den. |